# Teófanes (camareiro)

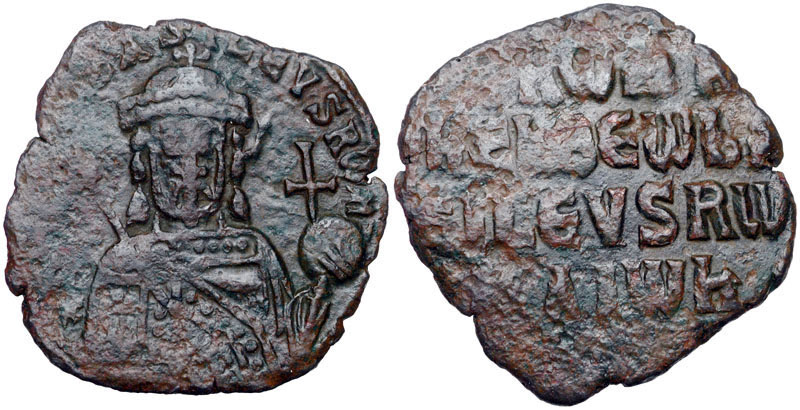
Fólis do imperador r.

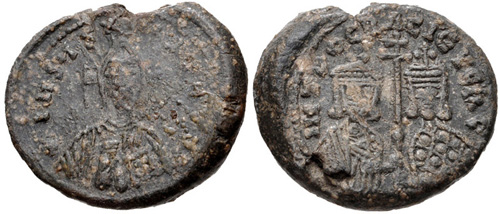
Selo do imperador r. com Irene Lecapena r.

Teófanes (em grego: Θεοφάνης; romaniz.: Theophánes; fl. c. 925-945) foi um oficial palaciano bizantino e conselheiro chefe do imperador Romano I Lecapeno (r. 920–944) durante grande parte de seu reinado. Ele foi também um ativo e capaz diplomata, e liderou a defesa naval de Constantinopla contra a invasão rus' de 941.

## Vida
Nada se sabe sobre a origem e infância de Teófanes. Aparece pela primeira vez nas fontes em outubro de 925, como protovestiário imperial, quando tornou-se o mais próximo conselheiro (paradinástevo) do imperador Romano I Lecapeno (r. 920–944) após a queda de do auxiliar chefe anterior, João Místico. Diferente de Místico, Teófanes provaria ser capaz e leal a seu mestre, e permaneceu a figura chefe do governo pelo restante do reinado de Romano I.
Naquele tempo, o Império Bizantino estava enredado numa prolongada e desastrosa guerra com o cã Simão I (r. 893–927). Em 927, contudo, Simeão morreu, e seu filho infante, Pedro I (r. 927–969), ascendeu o trono sob a regência de seu tio Jorge Sursúbulo. Apesar de suas vitórias, a Bulgária estava exausta de décadas de guerra, e estava por sua vez ameaçada nas fronteiras ao norte pelos magiares. Consequentemente, os búlgaros decidiram fazer a paz com Constantinopla. As negociações, que ocorreram em Mesembria, provaram-se bem-sucedidas: não apenas a paz foi acordada, mas os laços entre a Bulgária e o Império Bizantino foram fortalecidos pelo casamento dinástico de Pedro com Maria Lecapena, a neta do imperador bizantino. Teófanes desempenhou um papel crucial nas negociações antes da assinatura final da trégua, e, junto com Sursúbulo, foi testemunha do casamento de Pedro e Maria. Teófanes mostrou suas habilidades diplomáticas novamente em abril de 934, quando um grande raide magiar desceu pela Trácia. Ele encontrou os invasores em pessoa e alcançou termos para a retirada deles e para a libertação dos presos em trocas de somas em dinheiro.

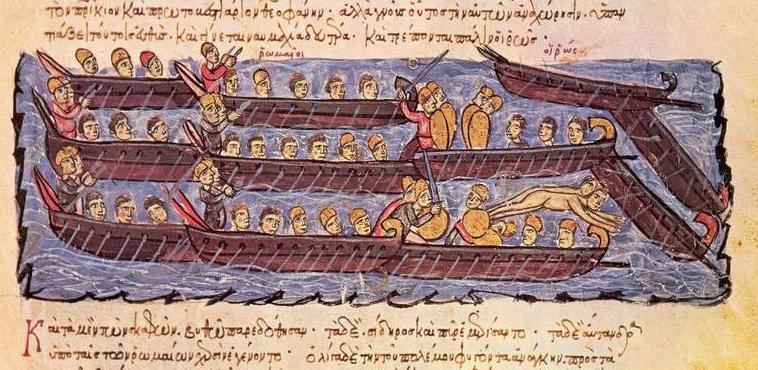
Frota comandada por Teófanes foi vitoriosa na guerra contra os rus' em 941. Iluminura do Escilitzes de Madri

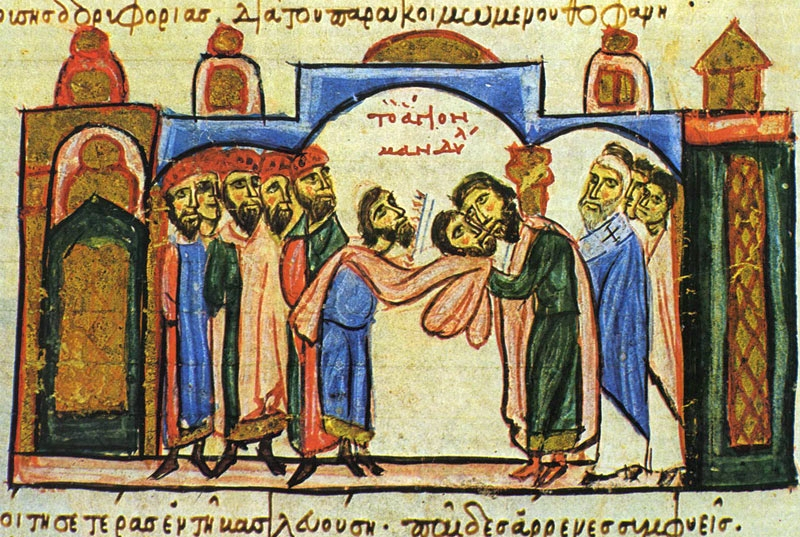
Teófanes (direita, beijando a imagem) recebe o Mandílio. Escilitzes de Madri

Logo, contudo, Teófanes teria a oportunidade de adquirir glória militar também: no começo do verão de 941, os bizantinos receberam a notícia da Bulgária que uma frota rus' de aproximados 1 000 navios estava velejando em direção ao Bósforo e Constantinopla. Naquele ponto, a capital estava quase-indefesa, pois o exército lutava no Oriente sob João Curcuas e a marinha confrontava os árabes no mar Mediterrâneo. 15 quelândios velhos foram descobertos em um dos portos de Constantinopla, preparados, equipados com sifões para lançar fogo grego, e colocados sob comando de Teófanes. O esquadrão improvisado encontrou os rus' na entrada do Bósforo, e com o fogo grego, expulsou-os. A maioria dos atacantes então virou-se para leste e aportou na Bitínia, saqueando a província. Como as forças bizantinas locais reuniram-se lá e o exército começou a chegar do Oriente, os rus' viram-se cada vez mais restritos. Tentando evitar os bizantinos e retornar para sua terra natal, numa noite de setembro tentaram cruzar para a Trácia. Teófanes, contudo, que fora colocado sob comando da marinha inteira, estava vigilante e a frota rus' foi aniquilada. Teófanes retornou em triunfo à capital, onde foi elevado para o posto de paracemomeno como recompensa.
Ao mesmo tempo, as vitórias de Curcuas no Oriente trouxeram não apenas novos territórios ao Império Bizantino: em 944, forçou a cidade de Edessa para entregar uma das relíquias mais sagradas da cristandade, o Mandílio. Teófanes foi enviado como chefe da delegação bizantina para recebê-lo de uma embaixada edessena no rio Sangário, e daí transmiti-lo a Constantinopla, onde foi recebido com grande pompa e cerimônia. Este triunfo, contudo, seria o último de Romano. Seus filhos mais velhos e coimperadores, Estêvão e Constantino, derrubaram-o em dezembro de 944 e exilaram-o na ilha de Prote. Logo depois, outro golpe palaciano depôs-os também e restaurou o poder do imperador legítimo, Constantino VII Porfirogênito (r. 913–959). Teófanes foi um dos poucos oficiais do regime anterior a permanecer no poder; logo, contudo, conspirou junto do patriarca de Constantinopla Teofilacto Lecapeno para retornar Romano de seu exílio e restaurá-lo ao trono bizantino. O golpe foi descoberto em algum momento em 947, e Teófanes foi deposto e exilado. A data e lutar de sua morte são desconhecidos.